# Annie Au
Pour les articles homonymes, voir Au.
Annie Au (chinois traditionnel : 歐詠芝), née le 9 février 1989 à Hong Kong, est une joueuse professionnel de squash représentant Hong Kong. Elle atteint en mai 2012 la sixième place mondiale sur le circuit international, son meilleur classement. C'est la sœur aînée du joueur professionnel Leo Au.

## Biographie
Elle commence à jouer à l'école à l'âge de 13 ans dans le cadre du programme de développement national et très rapidement, remporte le British Junior Open en moins de 15 ans. Elle ne tarde pas à s'affirmer comme la meilleure joueuse hongkongaise de tous les temps. En mai 2012, elle se hisse jusqu'à la 6e place mondiale et l'année suivante devient championne d'Asie individuelle dans une période dominée par Nicol David.
En 2017, elle provoque la sensation en éliminant Nicol David lors de l'US Open alors qu'elle restait sur une série de 23 défaites consécutives face à cette joueuse.
En 2018, elle aligne les performances dans les compétitions par équipes en permettant à son équipe nationale de devenir championne d'Asie et de prendre la troisième place aux championnats du monde par équipes en battant la star américaine Amanda Sobhy et la no 1 mondiale Nour El Sherbini. Elle confirme deux semaines après en atteignant les demi-finales du Netsuite Open après avoir éliminé la 5e mondiale Camille Serme qu'elle n'avait plus battu depuis 2011.
Aux championnats du monde 2018-2019, elle est la première joueuse de Hong Kong à atteindre les quarts de finale après avoir battu l'ancienne championne du monde Laura Massaro.
Elle se retire du circuit en mars 2020.

## Palmarès

### Titres
- Open de Macao : 2019
- Open du Texas : 2017
- Otters International JSW ISC 2016
- Open d'Australie : 2008
- Open de Séoul : 2010
- Championnats d'Asie : 2013
- Championnats de Hong Kong : 8 titres (2009, 2011-2012, 2015-2019)[6],[7]
- Championnats d'Asie par équipes : 2 titres (2010, 2018)

### Finales
- Open de Macao : 2016
- Australian Open : 2 finales (2009, 2015)
- Cleveland Classic : 2014
- Open de Kuala Lumpur : 2012
- Monte-Carlo Squash Classic : 2011
- Championnats d'Asie : 3 finales (2011, 2015, 2019)